# Catedral de la Transfiguración (Izium)
La catedral de la Ascensión de Izium (en ucraniano: Преображенский собор) es una de las catedrales ortodoxas ucranianas que se sitúan en la actual Izium, Ucrania. El templo está bajo la jurisdicción de la eparquía de Izium y Kúpiansk y se trata de una de las estructuras de piedra más antiguas de la ciudad y de la región de Ucrania Libre.   

## Geografía
La catedral está ubicada en la calle Staropostova 12 de Izium, en el óblast de Járkov.   

## Historia
La iglesia fue construida entre 1682 y 1684 a expensas de los coroneles del regimiento de Izium, Konstantín Donets-Zajarzhevski y Fiódor Shidlovski, obra del mismo grupo de artesanos que construyeron la catedral de la Intercesión en Járkiv en 1689. El templo fue consagrado en 1684. 
En 1831, al norte de la catedral se construyó un segundo campanario con una capilla en honor al ícono de Tijvin de la Madre de Dios. Durante mucho tiempo se guardaron en sus muros los trofeos militares ganados por los habitantes de Izium en muchas campañas y guerras. En 1886 se agregaron un campanario y un vestíbulo en el lado oeste. A principios del siglo XX se llevó a cabo otra renovación, cuando M. I. Lovzov hizo desmantelar las cúpulas originales en forma de pera y colocar en su lugar otras nuevas en forma de cebolla. Además, se agregaron kokoshniks en la zona superior de la pared.  
En época soviética, cesaron los servicios religiosos y la biblioteca del distrito se instaló en el edificio de la catedral. En 1938, la capilla que lleva el nombre del ícono de Tijvin fue completamente destruida. La catedral de la Transfiguración fue profanada, saqueada y, a menudo, utilizada como almacén.  
Durante la Segunda Guerra Mundial, dos de las cúpulas, así como el campanario y el pórtico sufrieron daños, pero posteriormente fueron restaurados a partir de la decisión del Comité de Arquitectura en 1952. El techo de hierro fue reemplazado por un techo de cobre en 1983.

## Arquitectura
La planta de la iglesia es en cruz inscrita y fue construida en estilo barroco ucraniano, considerada una de las mejores iglesias en este estilo con la configuración de cruz inscrita. La elevación interior es de 25 metros, mientras la altura exterior incluyendo la cruz es de 35 metros.    
Las esquinas, las hornacinas planas y las ventanas están decoradas con medias columnas. Hay frontones decorativos encima de las ventanas. El interior está abierto hacia arriba y aparece unificado gracias a sus altos y anchos arcos que lo conectan con los cruceros.

## Galería

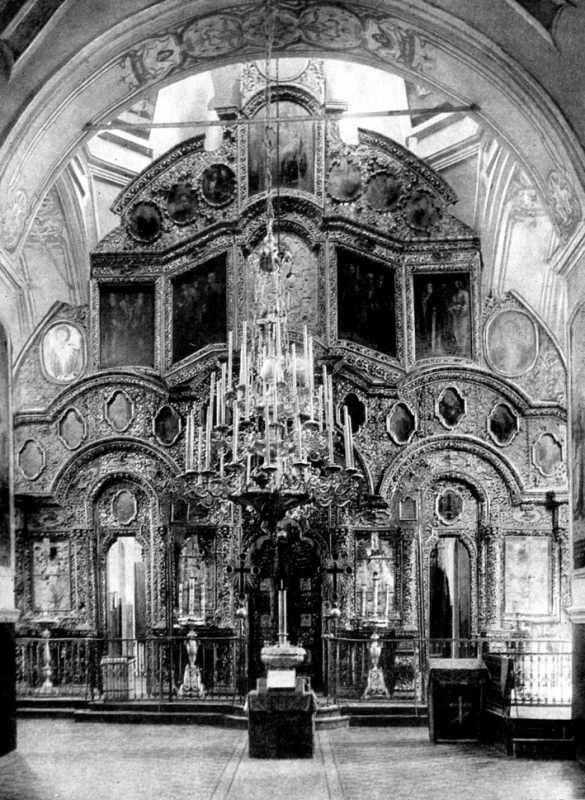
Iconostasio de la catedral
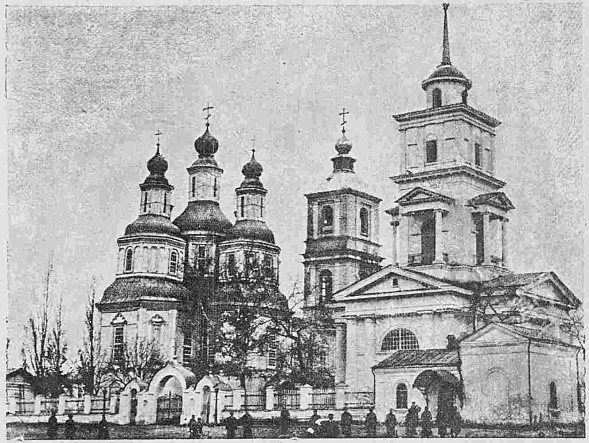
Catedral de la Transfiguración de Izium en 1902
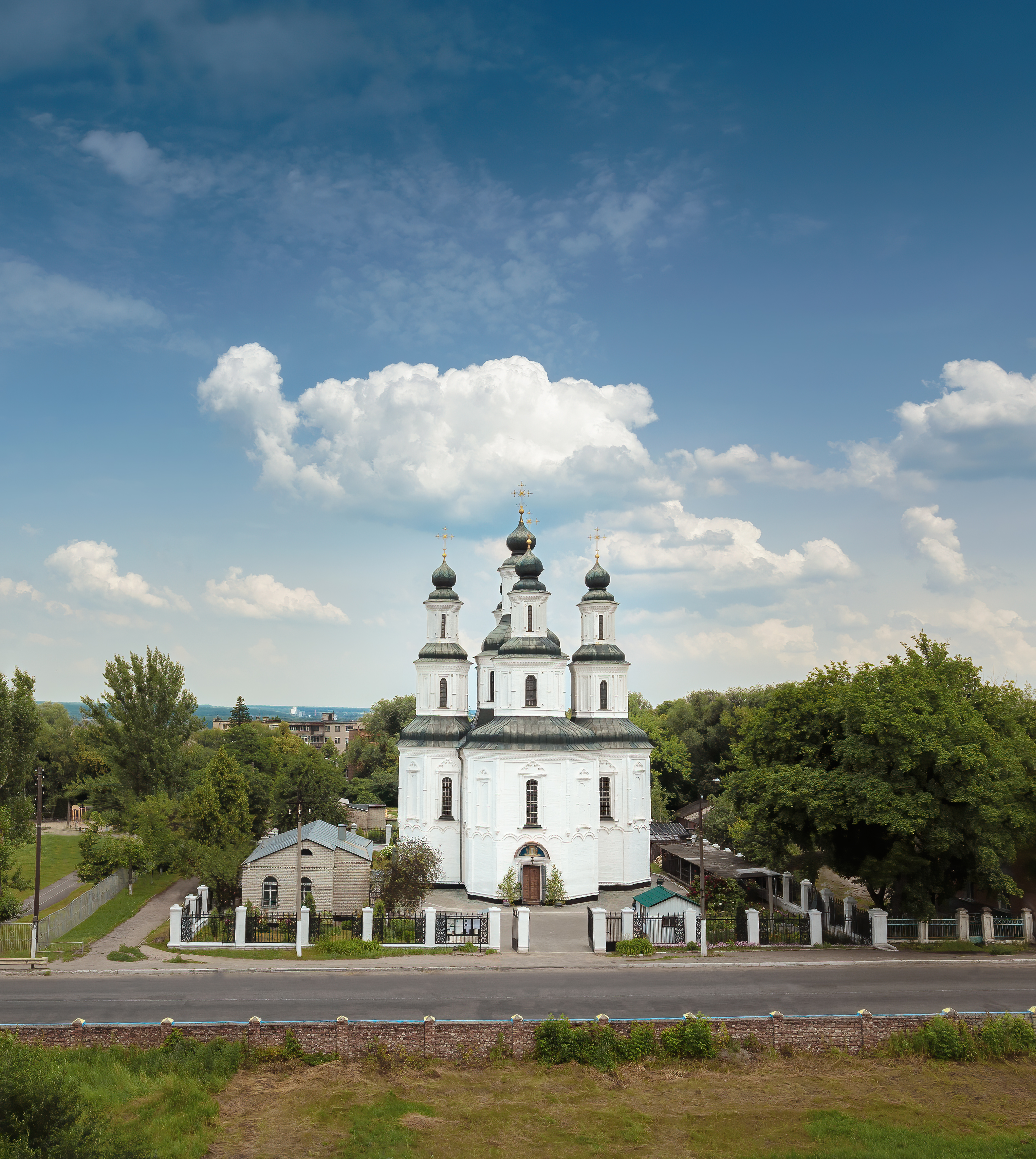
Vista frontal del templo
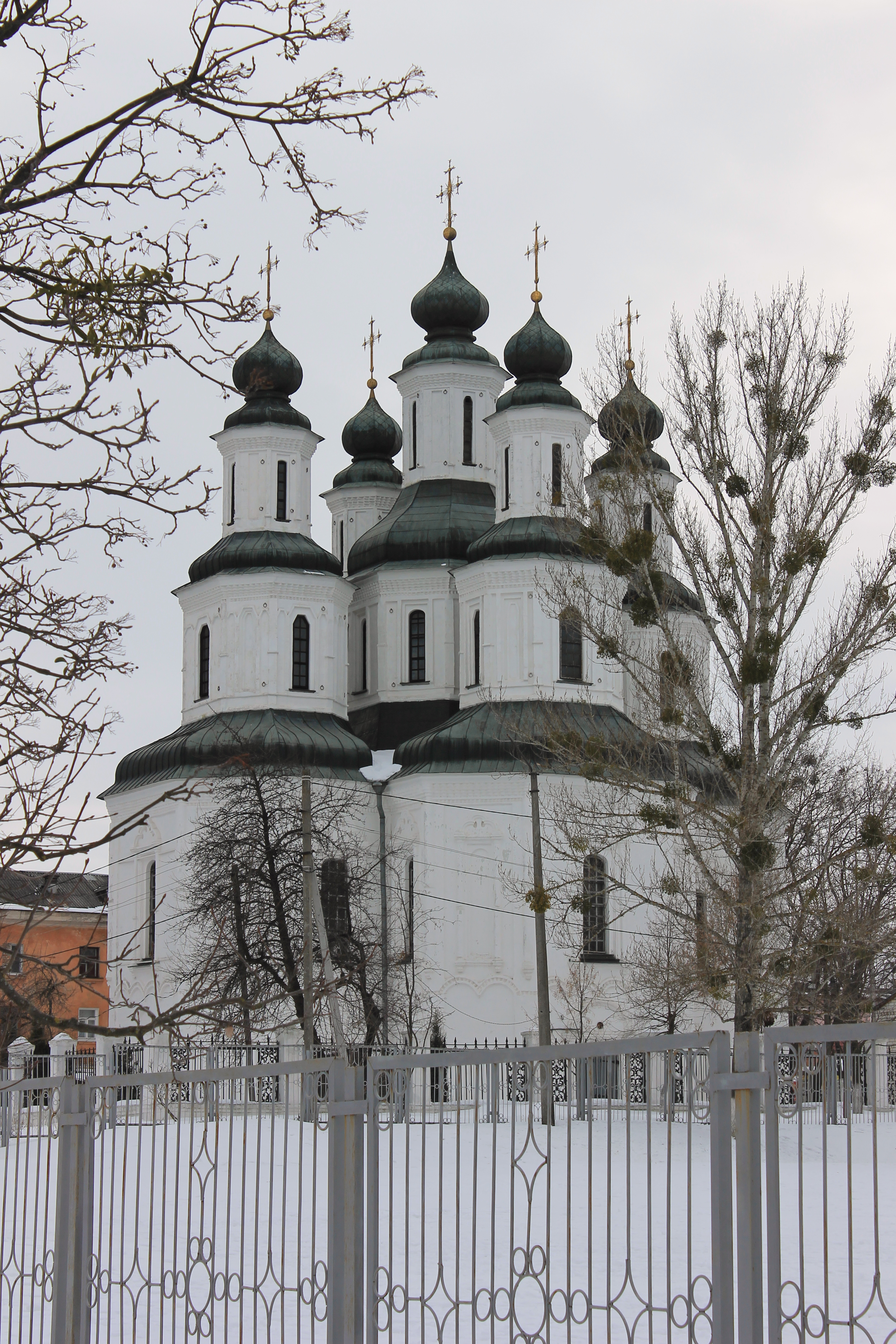
Vista trasera